# 森山喜由
森山 喜由（もりやま きよし、1909年1月25日 - 1977年2月1日）は、日本の経営者。エスエス製薬社長を務めた。福岡県久留米市出身。

## 経歴・人物
1932年に東京帝国大学経済学部を卒業。髙島屋、秋葉原デパート等での勤務を経て、1960年にエスエス製薬取締役に就任し、1962年に専務、1964年に副社長を経て、1970年には社長に就任。1976年12月に相談役に退いた。
1977年2月1日呼吸不全のために死去。68歳没。